# Åbo Slot
Åbo Slot er en middelalderfæstning i byen Åbo (svensk Åbo, finsk Turku) i Finland. Sammen med Åbo Domkirke er det en af de ældste bygninger, som stadig er i brug og den største bevarede middelalderbygning i Finland. Den blev grundlagt i 1200-tallet på floden Aura.
Borgen fungerede som en bastion og administrativt centrum i Österland, da Finland på dette tidspunkt var en provis i Sverige. Den blev kun brugt til at forsvare riget én gang, da russere fra Novgorod angreb og ødelagde Turku i 1318. Den har ofte spillet en rolle i interne magtkamp i Sverige og senere i Kalmarunionen. Slottets storhedstid var i 1500-tallet under Johan 3. af Sverige og Katarina Jagellonica styre. Det var på dette tidspunkt at renæssancegulvet og Kongen og Dronningens hal blev opført, samt flere andre tilbygninger.
Åbo Slot mistede sin status som administrativt centrum i 1600-tallet Per Brahes periode som generalguvernør i Finland sluttede.
I dag er Åbo Slot Finlands mest besøgte museum med 200.000 gæster om året. Flere af de store rum bliver desuden brugt til officielle begivenheder.